# Mars, Gard
Mars là một xã trong vùng Occitanie, thuộc tỉnh Gard, quận Le Vigan, tổng Le Vigan. Tọa độ địa lý của xã là 44° 00' vĩ độ bắc, 03° 33' kinh độ đông. Mars nằm trên độ cao trung bình là 300 mét trên mực nước biển, có điểm thấp nhất là 345 mét và điểm cao nhất là 1.168 mét. Xã có diện tích 3,80 km², dân số vào thời điểm 1999 là 162 người; mật độ dân số là 42 người/km².

## Thông tin nhân khẩu
| 1962 | 1968 | 1975 | 1982 | 1990 | 1999 |
| ---- | ---- | ---- | ---- | ---- | ---- |
| 51   | 59   | 48   | 71   | 126  | 162  |